# 小田切有一
小田切 有一（おだぎり ゆういち、1942年11月7日 - ）は、日本の実業家、馬主。
福岡県にある食品の貿易会社であるエール株式会社の代表取締役社長を務めるほか、馬主として、所有馬に「ワスレナイデ」「オレハマッテルゼ」「オドロキノサイフ」「モチ」といった個性的な馬名を与えることで、「マチカネ」の細川益男や「シゲル」の森中蕃らとともに「珍馬名」の名付け親として知られている。

## 親族
父は文芸評論家の小田切秀雄。叔父には日本近代文学の研究者の小田切進。弟の小田切統二は、有一同様に馬主である。また、息子の小田切光は、馬主としての事実上の後継者であるとともに、かつては徳永善也（元チェッカーズ）とともに「Little Bach」のボーカルとして活動していた。主な所有馬にカラテ（2022年 新潟記念他）がいる。

## 馬主活動
日本中央競馬会（JRA）に登録する馬主としても知られる。勝負服の柄は緑、白玉霰、白袖赤二本輪。冠名は特に用いない。2023年現在、一般社団法人九州馬主協会の会長理事を務める。
山梨県甲府で開業医をしていた祖父が往診時に馬を使っていたことと、みずからが通っていた学校（高校）が馬事公苑の近く、東京競馬場からそう遠くない場所にあったことが、競馬に興味を持ったきっかけだと語っている。競馬の馬主になることが夢だった祖父の遺志を継ぐ意もあった。個人馬主として初めて所有し初勝利をもたらしてくれた馬は、福永洋一騎手最後の騎乗馬であり、中京巧者として名を馳せたマリージョーイである。
後に福永洋一の息子である福永祐一が騎手デビューした際、マリージョーイが小田切の所有馬だったと知らなかった調教師が福永祐一に騎乗依頼をしたいと伝えた。小田切は事情を説明し「小田切の勝負服を息子さんに着せていいか、ご家族の思いをきいてもらえないか」と調教師に伝えることに。知り合いを介して福永家に伺った際、「ぜひ、乗せてやってください」といわれ福永祐一に騎乗してもらう事になった。なおその騎乗馬は勝利した。
2021年12月16日、NHK総合テレビ放映のバラエティ番組「日本人のおなまえ」に、顔を出さない条件でVTR出演。珍名馬の命名の由来を語った。

### 馬名の命名
過去のインタビューによると、小田切のつけるユニークな馬名は大きく、奇をてらった「びっくりさせるような名前」（オドロキノサイフ、ロロ、ウラギルワヨ、ソレガドウシタなど）、古きよき日本の情緒をもつ風景・言語（小田切いわく「僕の子供時代への郷愁を託した名前」。ロバノパンヤ、ドングリ、ヒコーキグモなど）、メッセージ性を持たせた名前（ウチュウノキセキ、ノーモア、オジサンオジサン、イエスマン、カミサンコワイなど）、競馬のアピールを目的とした名前、親名からの連想（サアドウゾ〈母アナタゴノミ〉、ガッチリガッチリ〈母イタダキ〉、ダスタップ〈乱闘、母マチブセ〉）などに分けられるという。たとえば「イヤダイヤダ」には“負けるのは嫌だ”、「オジサンオジサン」には同じ中高年世代の競馬ファンへ向け“おじさん頑張れ”といった前向きなメッセージが込められている。ちなみに「カミサンコワイ」はニッポン放送のラジオ番組『山田邦子ワンダフルモーニング』とのタイアップ企画で、出演者で恐妻家の林家たい平にちなんで付けられた。同馬は未勝利で引退したが、同番組内で随時レポートされていた。
「エガオヲミセテ」（後述）において、日本中央競馬会 (JRA) 所属の競走馬として初めて名前に「ヲ」の字を付けた。以後も「ナゾヲトクカギ」などで「ヲ」を使用している。
規定ぎりぎりの珍名は、申請が通らず、やむなく当初とは別の名前になった馬も多い。「ドングリ」のように何年も続けて申請した結果、JRAが折れて認められた名前もある。また、「ニバンテ」（=二番手）は実況を混乱させるとしてJRAに申請を却下された、「ドウモスミマセン」を却下されて「ギャフン」に改めたなどの失敗談も多々ある。
なお、小田切が所有する珍名馬及びそのファンはオダギラーと呼ばれることが多い。

## エピソード
ノアノハコブネ
ノアノハコブネが優駿牝馬（オークス）を制したその日は競馬場に行かず、監督を務めていた少年ソフトボールチームの試合に出かけていた。「GI制覇は馬主を続けていればまた見られるかもしれないが、子どもの日々は二度と帰ってこないから」とのことである。なお、次に小田切の所有馬がGⅠを制したのは21年後の2006年のことであった（オレハマッテルゼが制した高松宮記念）。
エガオヲミセテ
2000年2月11日午前1時ごろ、宮城県山元町の山元トレーニングセンター内の厩舎から出火し750平方メートル（40馬房）を全焼、現役の競走馬22頭が焼死するという事件が起こった。死亡した馬の中には、小田切の所有馬でGⅡ2勝のエガオヲミセテも含まれていた。
小田切は自分と同様に主力馬を失った音無秀孝厩舎に再び所有馬を預けた。その馬の名前は「ゲンキヲダシテ」であった。
事故から6年後、2006年にエガオヲミセテの全弟であるオレハマッテルゼが高松宮記念を制し、姉の届かなかったGⅠタイトルを手にした。

## 主な所有馬

### GI級競走優勝馬
- ノアノハコブネ（1985年優駿牝馬）
- オレハマッテルゼ（2006年高松宮記念、京王杯スプリングカップ）

### 重賞競走優勝馬
- マリージョーイ（1980年金鯱賞、CBC賞）
- ミスラディカル（1982年京都牝馬特別、阪神牝馬特別、1983年スポーツニッポン賞金杯、朝日チャレンジカップ）
- ラグビーボール（1986年NHK杯、高松宮杯、菊花賞3着）
- ノックアウト（1987年金鯱賞）
- パンフレット（1990年中山大障害・春、阪神障害ステークス・春）
- フェイムオブラス（1991年CBC賞）
- ヒコーキグモ（1997年きさらぎ賞）
- コーヒーブレイク（1997年MRO金賞）
- エガオヲミセテ（1998年阪神牝馬特別、1999年マイラーズカップ、エリザベス女王杯3着）
- ノホホン（1999年北日本新聞杯）
- ワナ（2002年新潟2歳ステークス）
- アッパレアッパレ（2002年名古屋グランプリ）
- カゼニフカレテ（2003年愛知杯）
- デンシャミチ（2005年京王杯2歳ステークス）
- サヨウナラ（2008年エンプレス杯）
- ドモナラズ（2010年七夕賞）

### その他の馬

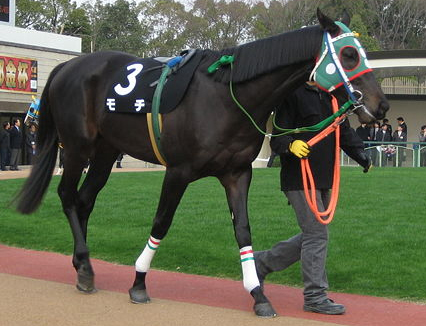
モチ。2008年1月5日、京都競馬場にて撮影

- モチ（2007年若駒ステークス、「モチ粘る」の実況で知られる[11]）
- オマワリサン（2014年韓国岳賞[注 2]、「オマワリサン逃げる」の実況で知られる）